# Гжицкий, Степан Зенонович
Степан Зенонович Гжицкий (укр. Степан Зенонович Ґжицький; (14 января 1900, с. Островец — 19 августа 1976, Львов) — советский украинский учёный в области ветеринарии, педагог, профессор (1940), доктор ветеринарной медицины (1931) , доктор биологических наук (1940), член-корреспондент АН УССР, академик Украинской академии сельскохозяйственный наук, заслуженный деятель науки УССР, почетный член Объединения украинских ветеринарных врачей США и Канады, действительный член Научного общества им. Т. Шевченко (1942). Основатель украинской научной школы ветеринарной биохимии.

## Биография
Родился в семье сельского учителя. После окончания начальной школы в 1911 г. поступил в Тернопольскую украинскую гимназию. В связи с первой мировой войной, окончил гимназию экстерном в 1920 г. В том же году стал студентом юридического факультета тайного украинского университета. С 1923 г. учился во Львовской академии ветеринарной медицины.
Ещё будучи студентом, с 1927 года начал работать заместителем ассистента кафедры, а с 1928 года — младшим ассистентом.
В 1929 году С. Гжицкий окончил академию, получив диплом врача ветеринарной медицины, и был оставлен работать в академии старшим ассистентом.
В 1931 году С. С. Гжицкий защитил диссертацию на тему «О влиянии однокомпонентной и смешанной диет и приложения солей на некоторые компоненты крови и мочи» и получил степень доктора ветеринарной медицины. После этого он продолжал научно-исследовательскую работу и в 1933 году как стипендиат фонда народной культуры был командирован в Берлин, где работал в Берлинском институте биохимии им. кайзера Вильгельма в лаборатории директора института, вдающегося химика, «отца биохимии» Карла Нойберга. В январе 1935 г. за научные труды по изучению химизма при паралитической миоглобинурии у лошадей С. Гжицкий получил ученое звание доцента по общей патологии.
В 1937 году вновь выехал в заграничную научную командировку, где проводил исследования по клинической биохимии в клинике известного профессора Венского университета ветеринарной медицины Д. Вирта. Здесь он изучал биохимические изменения в крови животных больных лептоспирозом (так называемая Штутгартская болезнь). По окончании командировки в 1938 году ему С. Гжицкий вернулся в академию и продолжал педагогическую и научную работу на кафедре.
В 1940 году решением ВАК СССР ему была присвоена ученая степень доктора биологических наук и звание профессора кафедры биохимии.
Во время немецкой оккупации профессор С. Гжицкий был назначен руководителем ветеринарного института во Львове.
После войны заведовал кафедрой патологии, терапии и клинической диагностики. Продолжал заниматься научной работой.
В 1951 году С. Гжицкий был избран член-корреспондентом АН Украины, ему поручено руководство лабораторией биохимии сельскохозяйственных животных во созданном научно-исследовательском институте агробиологии, которая впоследствии была реорганизована в Научно-исследовательский институт земледелия и животноводства западных районов Украины (ныне институт биологии животных НАН Украины) и сыграла значительную роль в подготовке научных кадров. Организатором и первым директором этого института был С. З. Гжицкий, одновременно заведуя кафедрой биохимии.
За заслуги в развитии биохимии животных в 1959 году С. З. Гжицкий избран академиком Украинской академии сельскохозяйственных наук.
Был членом редакционного совета «Украинского биохимического журнала», республиканского межведомственного тематического сборника «Физиология и биохимия сельскохозяйственных животных», который издавался при Украинском НИИ физиологии и биохимии сельскохозяйственных животных; членом редакционной комиссии сборника научных трудов НИИ земледелия и животноводства западных районов УССР «Биохимия сельскохозяйственных животных». Участник многих форумов (съездов, конференций, симпозиумов).
Похоронен на Лычаковском кладбище во Львове.

## Научная деятельность
Важное место в исследованиях С. Гжицкого и его учеников уделено выяснению особенностей обмена веществ у жвачных животных, в частности, рубцового метаболизма и симбиотических отношений в преджелудках, сложившиеся эволюционно. Проведенные исследования не потеряли своей актуальности и сегодня, вошли в классику биохимии вообще и биохимии жвачных в частности. Закономерности метаболизма веществ в преджелудках жвачных животных при участии микрофлоры могут служить для создания новых биотехнологических моделей.
Научная работа была связана с исследованием влияния на организм гормона поджелудочной железы инсулина (лат. иnsula — остров), который синтезируется β-клетками островков Лангерганса.

## Педагогическая деятельность
Профессором С. Гжицкии подготовлено 16 докторов и 52 кандидата наук. Создана львовская научная школа биохимиков. Среди его учеников академики НАН Украины Палфий Ф. Ю., Лагодюк П. З., членкор. НАН Украины Макар И. А., членкор. АПН Украины Явоненко А. Ф., профессора: Германюк Я. Л., Головацкий И. Д., Кусень С. И., Туревский А. А., Головач В. М., Лемишко А. М., Шуст И. В., Пупин И. Г, Скорохид В. И., Калачнюк Г. И., Розгони И. И., Береза И. Г и др.

## Память
- Львовскому зооветеринарному институту (ныне Львовская государственная академия ветеринарной медицины) в сентябре 1994 г. присвоено имя профессора С. З. Гжицкого.
- На здании Львовского национального университета ветеринарной медицины и биотехнологий имени С. З. Гжицкого в 1990 г. открыта мемориальная таблица в честь ученого.
- Западный научный центр НАНУ установил для молодых ученых премию имени Гжицкого.
- В честь 100-летия со дня рождения академика С. З. Гжицкого лаборатории, в которой он работал, присвоено название «Лаборатория обмена веществ имени профессора С. З. Гжицкого».
- Президиумом Украинской академии аграрных наук учреждена премия им. С. З. Гжицкого для награждения выдающихся работ в области естественных, биологических и ветеринарных наук.